# Microphor strigilifer
Microphor strigilifer är en tvåvingeart som först beskrevs av Axel Leonard Melander 1940.  Microphor strigilifer ingår i släktet Microphor och familjen styltflugor.
Artens utbredningsområde är Kalifornien. Inga underarter finns listade i Catalogue of Life.